# Verenigd Koninkrijk van Portugal, Brazilië en de Algarve
Het Verenigd Koninkrijk van Portugal, Brazilië en Algarve was een monarchie bestaande uit Portugal, Brazilië en Algarve. Buiten de voornoemde gebieden behoorden ook de kolonies, zoals verschillende eilandengroepen, vestigingen in India en Angola en Mozambique tot het koninkrijk.

## Geschiedenis
Het koninkrijk ontstond nadat de Portugese prins regent (de toekomstige koning Johan VI, in het Portugees João VI de Bragança, samen met zijn moeder (koningin Maria I van Portugal) in 1807 naar de kolonie Brazilië verhuisde. Op aandringen van de Britse regering besloot de hele Braganza dynastie op 29 November 1807 scheep te gaan naar Brazilië omdat Portugal in oorlog was met Napoleon. Drie dagen na het vertrek van de Braganza's nam het Franse leger Lissabon in. De Portugese koninklijke familie bereikte Brazilië in 1808 en vestigde zich in Rio de Janeiro.
Na de nederlaag van de Fransen op het Iberisch schiereiland werd bij de Portugezen de roep om een terugkeer van het hof naar Lissabon luider, terwijl de prins regent eigenlijk Rio de Janeiro niet wilde verlaten. De Portugezen vonden dat hun land niet vanuit een kolonie geregeerd kon worden. Daar tegenover stonden de Brazilianen die vonden dat Brazilië een gelijkberechtigde partner moest worden, zodat de inwoners van het land gelijke rechten als de Portugezen zouden bekomen.
Op 16 december 1815 kreeg Brazilië de status koninkrijk. Johan VI werd aldus koning van het Verenigd Koninkrijk van Portugal, Brazilië en de Algarve. Door de politieke instabiliteit in Spanje verklaarden vele Spaanse kolonies in Zuid-Amerika zich onafhankelijk en ook Brazilië volgde dit voorbeeld in 1822. Peter I, de zoon van Johan VI, werd de eerste keizer van het land.

## Staatshoofden
| Staatshoofd | Staatshoofd                      | Periode                          | Opmerkingen |
| ----------- | -------------------------------- | -------------------------------- | --- |
|             | Maria I (1734-1816) Dona Maria I | 16 december 1815 - 20 maart 1816 | Zij was de dochter van koning Jozef I. Maria was getrouwd met koning Peter III. |
|             | Johan I (1767-1826) Dom João I   | 20 maart 1816 - 29 augustus 1825 | Hij was de stichter van het Verenigd Koninkrijk, in de periode dat hij prins-regent was van Portugal. Hij was koning van Portugal als Johan VI. Hij was gehuwd met de Spaanse infante Charlotte Joachime. |